# Hallucigenia
 (août 2023).
Si vous disposez d'ouvrages ou d'articles de référence ou si vous connaissez des sites web de qualité traitant du thème abordé ici, merci de compléter l'article en donnant les références utiles à sa vérifiabilité et en les liant à la section « Notes et références ».
Genre
Espèces de rang inférieur
- † H. sparsa, Morris, 1977 (espèce type)
- † H. fortis, Hou & Bergström, 1995
- † H. hongmeia, Steiner et al., 2012

Hallucigenia est un genre éteint d'animaux dont on a trouvé les fossiles dans les formations du Cambrien moyen des schistes de Burgess en Colombie-Britannique. Il fut nommé par Simon Conway Morris quand il a réexaminé le genre Canadia retrouvé dans les schistes de Burgess par Charles Doolittle Walcott en 1909. Morris a découvert que ce que Walcott a identifié comme un seul genre contenait en fait quelques animaux fort différents. L'un d'eux était si inhabituel que rien à son sujet n'avait apparemment de sens. Puisque l'animal n'était certainement pas un ver polychète, Morris dut fournir un nouveau nom à la créature pour remplacer Canadia. Il choisit donc le nom de Hallucigenia à cause des « qualités étranges et fantaisistes semblant sorties d'un rêve » de l'animal (comme une hallucination).

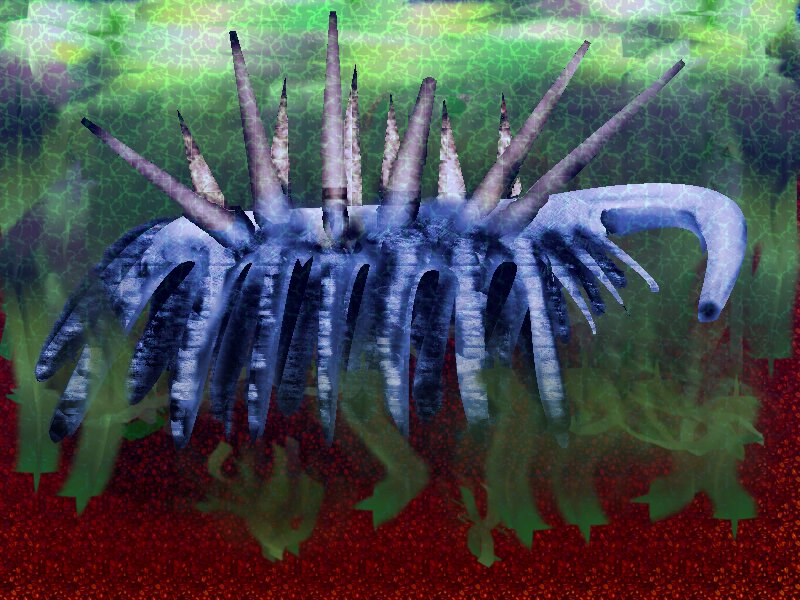
Vue d'artiste d'Hallucigenia.

## Description
Le corps de 0,5 à 3 cm de long est long et mince, tel celui d'un ver, avec une tache mal définie à une extrémité. Elle fut désignée arbitrairement comme la « tête », quoique n'ayant aucune caractéristique d'une tête proprement dite, à savoir une bouche, des yeux ou autres organes sensoriels. L'animal a sept paires de tentacules se terminant par des « pinces », alignés d'un côté et sept paires d'épines jointes de l'autre. Il y a de plus six tentacules plus petits qui peuvent être configurés en trois paires derrière les sept plus gros. Il y a enfin une extension tubulaire molle du corps derrière les tentacules.

## Histoire, études et débats

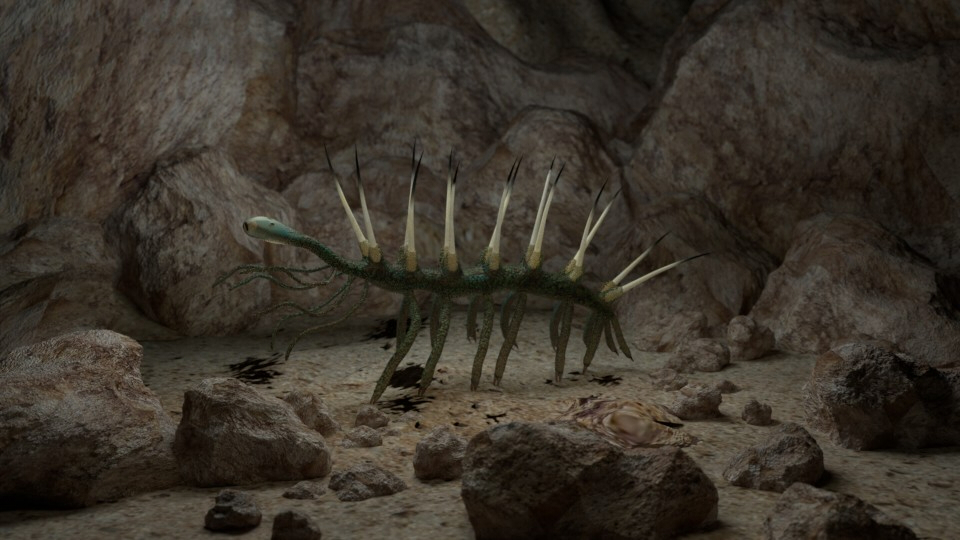
Reconstruction d’Hallucigenia sparsa, selon Martin R. Smith & Jean-Bernard Caron (2015).

Confronté à un animal ne possédant pas de tête clairement définie et deux types d'appendices, aucun des deux ne semblant aptes à la locomotion, Morris a désigné la tache comme la tête et supposé que les épines étaient des pattes et les tentacules des appendices nourriciers. Il put en outre démontrer une façon fonctionnelle quoique peu probable de locomotion sur les épines. Seuls les tentacules à l'avant du corps peuvent joindre facilement la « tête », signifiant qu'une bouche située sur cette dernière nécessiterait que les aliments soient passés d'un tentacule à l'autre pour la nourrir. C'est pourquoi il suggéra qu'un tube dans chaque tentacule pourrait faire office de bouche. La reconstruction est fort peu satisfaisante, mais elle fut néanmoins acceptée, étant la meilleure disponible.
Une interprétation alternative favorisée par quelques paléontologues était que Hallucigenia est en fait l'appendice d'un animal plus gros. Vu l'incertitude de sa taxonomie, il fut rangé parmi les lobopodes, un clade contenant plusieurs étranges « vers à pattes ».
En 1991, Ramiskold et Hou Xianguang, travaillant avec des spécimens additionnels d'un « hallucigénide » des schistes de Maotianshan (Chine) ont réinterprété Hallucigenia comme un onychophore. Ils l'ont inversé, interprétant cette fois les tentacules, qu'ils croient aller de pair, comme des structures adaptées à la marche, les épines constituant une protection. Fait intéressant, aucun des quelque trente spécimens trouvé dans les schistes de Burgess ne montre un quelconque indice de paires des gros tentacules ; leurs homologues chinois non plus, d'ailleurs. La théorie de la paire est basée sur une dissection de l'un des fossiles, qui révèle ce qui est probablement une deuxième structure tentaculaire. Ramiskold et Hou croient que la tache plus tôt interprétée comme une tête n'est effectivement qu'une tache qui apparaît chez plusieurs spécimens et non pas une partie anatomique préservée par la fossilisation.
Quoique leur théorie soit celle généralement acceptée aujourd'hui, elle est loin d'être dénuée de problèmes. Contrairement à son contemporain Aysheaia, Hallucigenia ne présente que peu de ressemblances avec les onychophores modernes. Les tentacules potentiellement en paires ressemblent fort peu aux pattes annelées des onychophores. Personne ne sait encore de quoi les épines étaient faites, ni d'ailleurs quel degré de protection elles pouvaient offrir. Elles ne semblent jamais être préservées indépendamment des animaux à corps mou comme une carapace de chitine ou de carbonate le feraient probablement. Il est difficile d'expliquer pourquoi une trentaine de spécimens, qui ont hypothétiquement sept paires de pattes longues et flexibles, ne montrent aucun exemple de paires de pattes. Au moins, cette reconstitution de l'animal peut marcher de façon plausible et les épines ont une utilité raisonnable.
Certains paléontologues acceptent l'interprétation de Hou et Ramiskold, mais croient que l'animal pourrait être un « lobopode à armure » apparenté à Anomalocaris plutôt (ou en même temps) qu'aux onychophores. La possibilité que Hallucigenia ne soit qu'une partie d'un plus gros animal n'est pas non plus exclue.

## Culture populaire
L'hallucigenia est aussi ce qui a inspiré le parasite présent dans le manga "L'Attaque des Titans", et qui est à l'origine du pouvoir des Titans, après qu'Ymir Fritz soit entrée en contact avec lui.